# چانا ماسالا
چانا ماسالا (چوله ماسالا یا چوله) نوعی خورش کاری نخود است که منشأ آن شبه قاره هند است. . این یک غذای اصلی در غذاهای شمال هند است. چانا ماسالا اغلب با نان سرخ شده‌ای به نام باتورا مصرف می‌شود.

## مواد لازم و آماده‌سازی
مواد تشکیل دهنده چانا ماسالا معمولاً شامل پیاز، گوجه فرنگی خرد شده، روغن حیوانی گی، زیره، زردچوبه، پودر گشنیز، سیر، فلفل، زنجبیل، نخود، آب لیمو و گرام ماسالا است.

برای تهیه چانا ماسالا، نخود خام را یک شب در آب خیس می‌کنند. سپس آنها را آبکش می‌کنند و با پیاز، گوجه فرنگی و ادویه جات می‌پزند. 

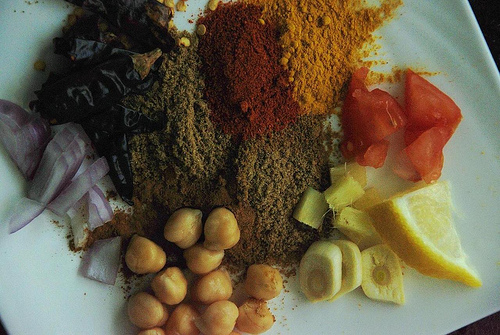
مواد اولیه چانا ماسالا
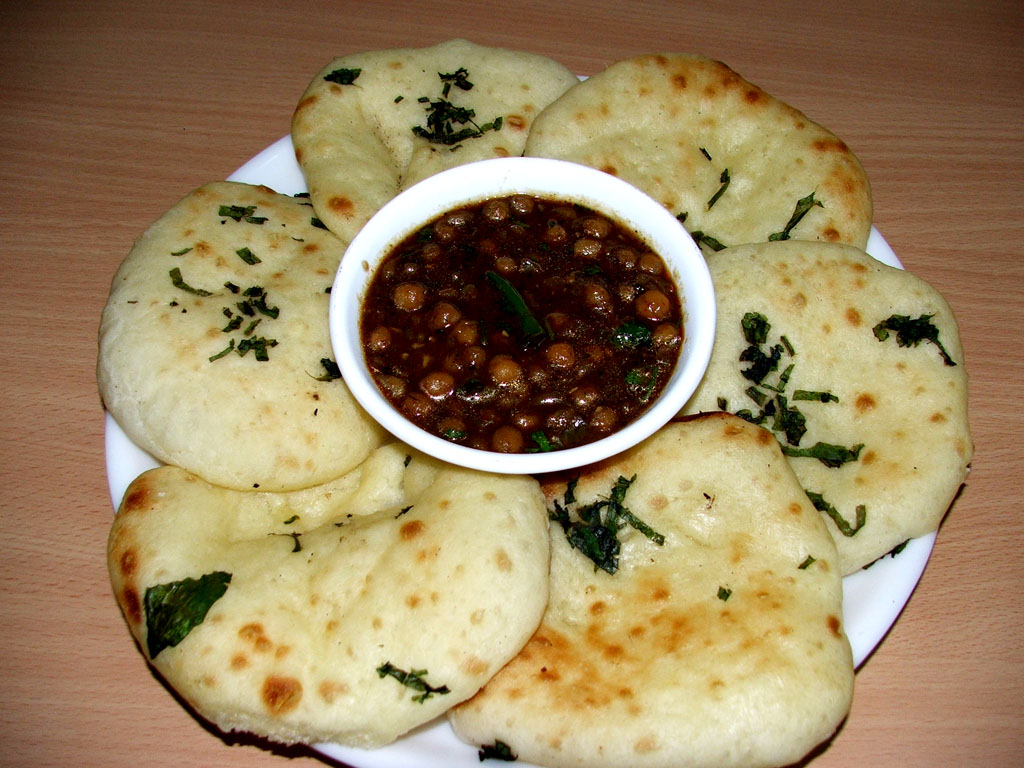
چانا ماسالا با نان تخت